# Ilir Ikonomi
Ilir Ikonomi (ur. 1 września 1954 w Pogradcu) – albański pisarz i dziennikarz.

## Życiorys
W 1992 roku dołączył do albańskiej sekcji Głosu Ameryki; w jej ramach relacjonował między innymi wojnę w Kosowie. Dnia 7 kwietnia 2019 roku opublikował wywiad albańskiego dyplomaty Faika Konicy dla Hilmara Baukhage'a z amerykańskiej stacji NBC, nagrany dnia 8 kwietnia 1939 roku, dzień po włoskiej inwazji na Albanię.

## Książki[4]
- My Albania: ground zero (1992)
- Faik Konica - jeta ne Uashington (ISBN 978-99956-87-41-0; 2011)[5]
- Pavarësia: udhëtimi i paharruar i Ismail Qemalit (ISBN 9789995639761; 2012)[6]
- Pushtimi: Ministri amerikan në Tiranë, Hugh Grant, rrëfen 7 prillin shqiptar (ISBN 9789928418197; 2014)
- Esat Pashë Toptani: njeriu, lufta, pushteti (ISBN 9789928190918; 2016)[7]

## Nagrody i odznaczenia
W 2013 roku został uhonorowany Medalem Wdzięczności przez prezydenta Albanii Bujara Nishaniego.